# Atilio López Riveros
Higinio Atilio López Riveros, más conocido como Atilio López, (Villarrica, Paraguay; 5 de febrero de 1926-14 de julio de 2016) fue un futbolista paraguayo que jugaba como delantero y fue parte de la selección de fútbol de Paraguay.

## Trayectoria
Inició su carrera en el Club Guaraní con el cual ganó el título de 1949. Posteriormente fue fichado por el Boca Juniors de Cali en la época llamada El Dorado en Colombia. También jugó en el Atlético Chalaco de Perú, Atlético Madrid de España, Atahualpa y Aucas de Ecuador. De regreso en su país jugó en el Nacional y el Silvio Pettirossi de la ciudad de Encarnación donde finalizó su carrera en 1962.
Tras su retiro fue entrenador del Sportivo Luqueño, Guaraní y Libertad en su país. Falleció en julio de 2016.

## Selección nacional

### Goles en la selección
| Resultados | Resultados | Resultados | Resultados | Lugar    | Estadio                           | Fecha               | Tipo                | Gol(es) |
| ---------- | ---------- | ---------- | ---------- | -------- | --------------------------------- | ------------------- | ------------------- | ------- |
| Paraguay   | 2          | 2          | Suecia     | Curitiba | Estadio Durival de Britto e Silva | 29 de junio de 1950 | Copa del Mundo 1950 | 1 gol   |
| Paraguay   | 2          | 2          | Uruguay    | Lima     | Estadio Nacional                  | 12 de marzo de 1953 | Copa América 1953   | 1 gol   |
| Paraguay   | 2          | 1          | Brasil     | Lima     | Estadio Nacional                  | 27 de marzo de 1953 | Copa América 1953   | 1 gol   |
| Paraguay   | 3          | 2          | Brasil     | Lima     | Estadio Nacional                  | 1 de abril de 1953  | Copa América 1953   | 1 gol   |

Para un total de 4 goles

### Participaciones en Copas del Mundo
| Mundial                        | Sede   | Resultado    | Partidos | Goles |
| ------------------------------ | ------ | ------------ | -------- | ----- |
| Copa Mundial de Fútbol de 1950 | Brasil | Primera fase | 2        | 1     |

### Participaciones en Campeonato Sudamericano
| Torneo                       | Sede | Partidos | Goles | Resultado |
| ---------------------------- | ---- | -------- | ----- | --------- |
| Campeonato Sudamericano 1953 | Perú | 7        | 3     | Campeón   |

## Clubes
| Club                            | País     | Año       |
| ------------------------------- | -------- | --------- |
| Guaraní                         | Paraguay | 1949-1950 |
| Boca Juniors de Cali            | Colombia | 1950-1952 |
| Atlético Chalaco                | Perú     | 1953      |
| Atlético de Madrid              | España   | 1953-1956 |
| Atlético Chalaco                | Perú     | 1956-1957 |
| Aucas                           | Ecuador  | 1958-1960 |
| S. D. Atahualpa                 | Ecuador  | 1961      |
| Nacional                        | Paraguay | 1962      |
| Silvio Pettirossi (Encarnación) | Paraguay | 1962      |

## Palmarés

### Títulos nacionales
| Título           | Club    | País     | Año  |
| ---------------- | ------- | -------- | ---- |
| Primera División | Guaraní | Paraguay | 1949 |

### Títulos internacionales
| Título                  | Equipo                | Sede | Año  |
| ----------------------- | --------------------- | ---- | ---- |
| Campeonato Sudamericano | Selección de Paraguay | Perú | 1953 |